# Chemistry: A European Journal
Chemistry: A European Journal je recenzirani naučni časopis koji objavljuje članke iz svih oblasti hemije i srodnih polja. Ovaj časopis objavljuje Wiley-VCH u ime ChemPubSoc Europe.

## Spoljašnje veze
- Zvanični veb-sajt
- ChemPubSoc Europe[мртва веза]